# Polka

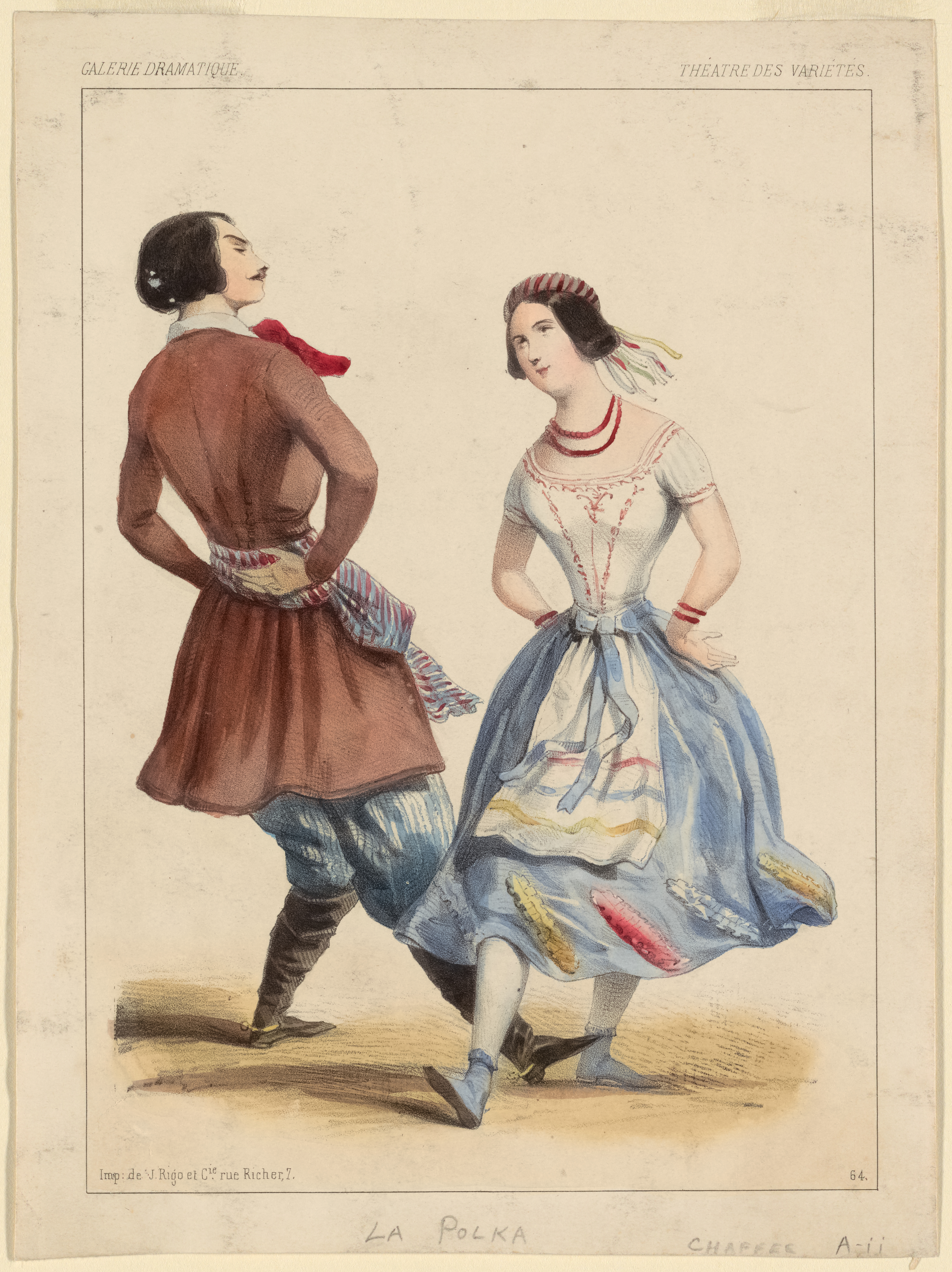
Minh họa

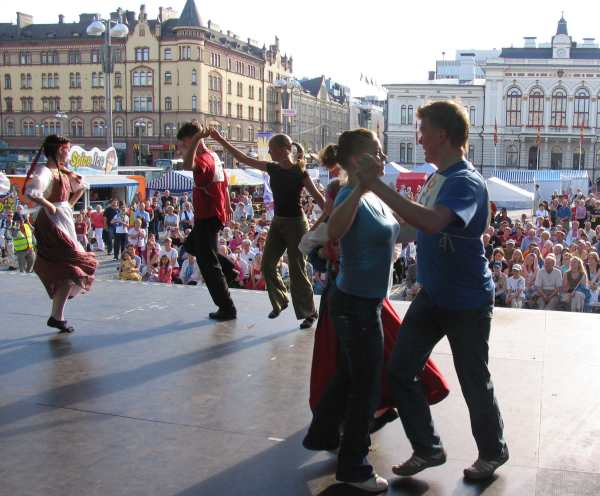
Nhảy polka ở Tampere, Phần Lan năm 2006

Polka là một điệu nhảy có nguồn gốc từ thế kỷ 19 tại Bohemia, nay thuộc Cộng hòa Séc. Polka nhảy theo nhịp 2/4, theo thời gian đã trở thành một nét văn hóa trong âm nhạc và khiêu vũ ở Ireland, nhất là ở khu vực phía nam như các tỉnh Munster, các hạt Cork, Kerry, vùng Limerick.

## Lịch sử

### Từ nguyên

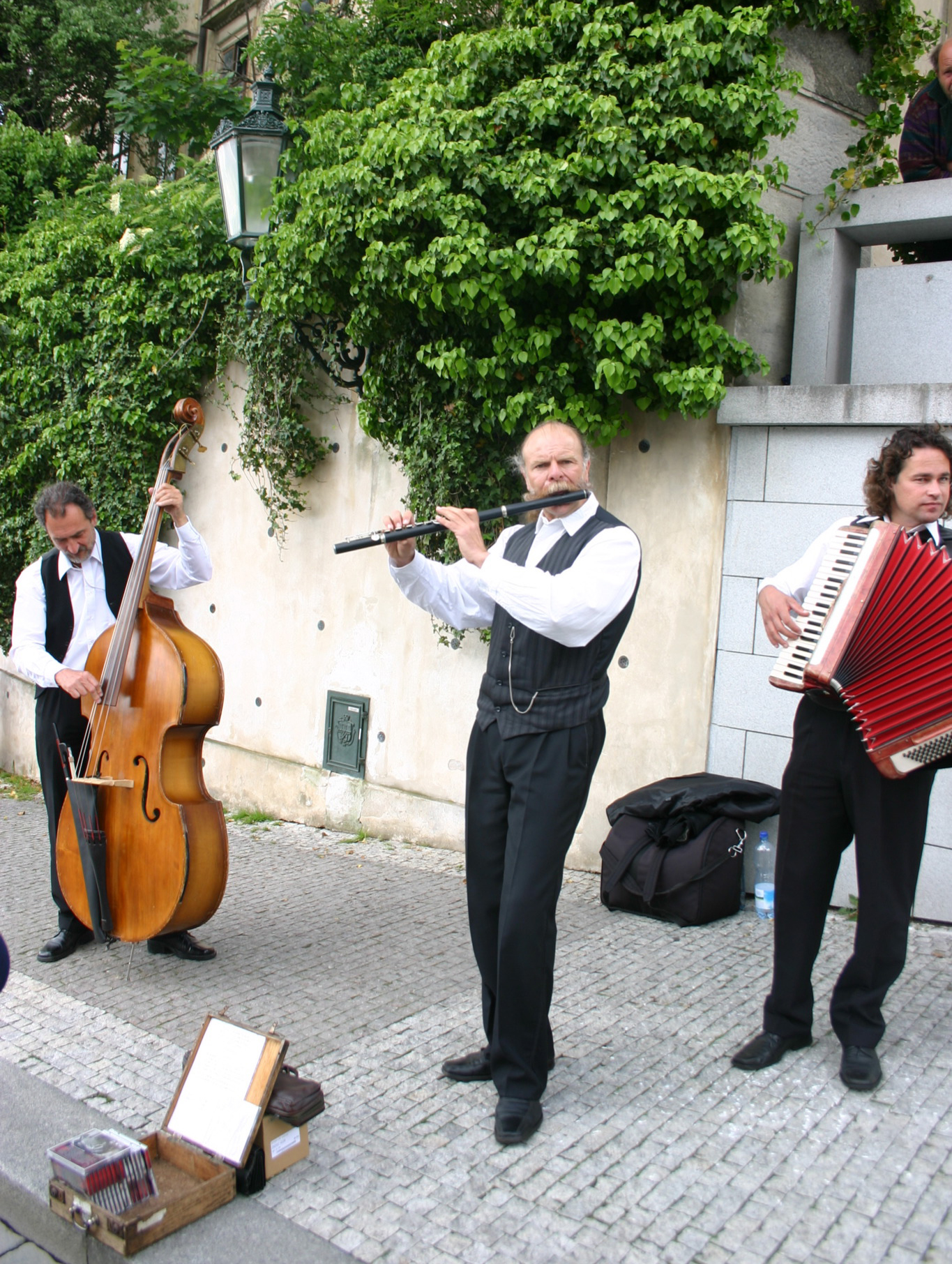
Nghệ sĩ đường phố ở Praha hát và nhảy polka

Tên gọi polka được cho là bắt nguồn từ các từ tiếng Séc: "pulka" có nghĩa là "bước một nửa" và "Polka" nghĩa là "phụ nữ Ba Lan". Chuyên gia nghiên cứu lịch sử văn hóa Čeněk Zíbrt cho rằng nó còn có thể liên quan tới từ půlka (một nửa), dựa trên nhịp nhảy 2
4 và động tác nửa bước nửa nhảy đặc trưng. Đến đầu những năm 1840, thuật ngữ này được sử dụng rộng rãi trong các ngôn ngữ ở châu Âu.

### Hình thành
Thông tin về điệu nhảy này xuất hiện lần đầu tiên ở Bohemia vào năm 1844 khi nó được cho là do một cô gái địa phương tên Anna Slezáková (tên thật Anna Chadimová) phát minh ra. Theo Čeněk Zíbrt, giáo viên âm nhạc Josef Neruda lúc bấy giờ để ý thấy cô nhảy theo một phong cách kỳ lạ trên nền bài hát dân ca "Strýček Nimra koupil šimla" (Chú Nimra mua con ngựa trắng, 1830). Điệu nhảy sau đó được Neruda phổ biến, ông biên soạn lại với nhịp nhạc và dạy những chàng trai trẻ nhảy theo. Một số nguồn tin khác lại cho rằng polka xuất phát từ thành phố Hradec Kralove hoặc từ một ngôi làng có tên Labska Tynica.
Theo các nhà lịch sử học, polka thực chất là phiên bản nhanh của điệu valse, cùng với sự phát triển của Chủ nghĩa lạng mạn đương thời, điệu nhảy nhanh chóng trở nên phổ biến khắp châu Âu trong khoảng giữa thế kỷ 19.